# 臺鹼公司安順廠
臺鹼公司安順廠，是臺灣鹼業公司（臺鹼）所擁有的鹽化工廠，位於臺南市安南區，前身為臺灣日治時期的鐘淵曹達工業株式會社台南工場。於民國71年（1982年）6月因為中石化安順廠污染案而關廠。該廠土地現由中國石油化學工業開發股份有限公司（中石化）所管理。

## 沿革
鐘淵曹達工業株式會社台南工場於昭和13年（1938年）6月時設立，該廠第一期工程主要計畫配合日本海軍生產軍需品溴素，設有電解、溴素、液氯、鹽酸及漂粉工廠，而第二期則計畫利用氫氣、鹽酸、燒鹼等發展製造下游產品，成為一貫作業的鹼氯工廠。此外，該廠在昭和17年（1942年）左右為了自給原料，而闢建了佔地667甲的四草鹽田。然而第一期工程完成後不久，便從昭和20年（1945年）開始遭到盟軍的轟炸，於是該公司便將器材遷到今嘉義縣中埔鄉一帶山區準備另外建廠復工，但計畫隨著日本投降而中止。
二次大戰結束後，原廠區先是被臺灣省電化事業監理委員會監理，再於民國35年（1946年）4月被臺灣省行政長官公署接收，後來轉由臺鹼於該年12月恢復生產。當時此地稱為臺鹼公司第二廠，員工約3、400人，而附屬的四草鹽田則有鹽工6、700人，每天可生產燒鹼3公噸，主要是銷往上海，直到民國38年（1949年）6月上海被中國共產黨攻下為止。失去主要市場上海後，該廠原本打算向南洋開拓市場，但效果不佳，直到時美國將鹼原料列為戰略物資而管制出口，臺灣工商業則因戰爭需求而興盛，當時所需的鹼氯原料幾乎都由臺鹼供應，而在民國40年（1951年）10月此地又改稱安順廠。
之後由於民間自行生產氯鹼，臺鹼遂改為研製生產五氯酚鈉。但後來因為環境汙染等問題，先是在民國67年（1978年）4月停產五氯酚鈉，四年後（1982年）的6月關廠，而臺鹼則在隔年（1983年）4月奉經濟部令與中石化合併。